# Флот Пруссии
Прусский флот (нем. Preussische Marine) — военно-морские силы Королевства Пруссии, существовавшие с 1701 по 1867 год. В 1867 году, с созданием Северогерманского Союза, бывший флот Пруссии влился в его состав. Спустя три года был создан Кайзерлихмарине — флот Кайзеровской Германии.

## История

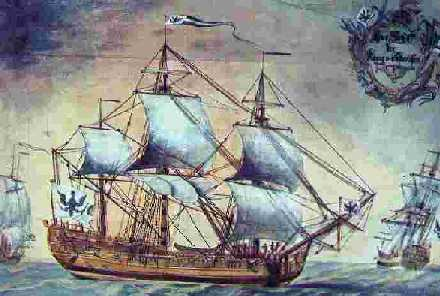
Фрегат «Koenig von Preussen», 1750

Бранденбургское маркграфство, предшественник королевства Пруссия, обладало собственным военно-морским флотом, начиная с 16 века. В 1657 году курфюрстом стал Фридрих Вильгельм, начавший развивать военно-морские силы маркграфства. Основной их задачей стала колонизация земель: в Африке, на Антильских островах и в Ханау-Индии. Однако потомки Фридриха Вильгельма не были заинтересованы в развитии флота и в результате к 1720-м годам все колонии были потеряны. В 1701 году Бранденбургское маркграфство стало прусским королевством, а маркграф Бранденбурга стал королём Пруссии. Остатки флота Бранденбурга составили ядро флота Пруссии.
В 18 веке флот Пруссии оставался достаточно слабым. Это было связано с тем, что короли Пруссии видели своё государство «континентальной державой» — упор всегда делался на армию. Кроме того, Пруссия имела хорошие дипломатические отношения с мощными морскими державами Европы, такими, как Дания и Нидерланды. Прусский король Фридрих II говорил, что военно-морской флот королевства Пруссии никогда не сможет противостоять флотам Англии, Франции, Нидерландов, Швеции, России, Испании и Дании. С малым количеством кораблей пруссаки всегда будут оставаться позади этих держав, говорил король. Он считал, что победы в битвах на море лишь в редких случаях помогают одержать победу в войне. Словом, Фридрих был готов иметь худший военно-морской флот в Европе, однако у него был другой козырь — мощная сухопутная армия.
К началу Семилетней войны Пруссия имела в составе флота 13 кораблей, сведённых во флотилию. 10 сентября 1759 года прусский флот потерпел сокрушительное поражение от русско-шведской эскадры в бою у Фришес-Хафф. Пруссия потеряла 9 кораблей. Тем не менее, как и предполагал Фридрих, на итог войны Швеции с Пруссией данный бой никак не повлиял. После Семилетней войны прусский флот был восстановлен.
Впоследствии прусские короли создали несколько морских торговых компаний, желая принять участие в морской торговле. После окончания Наполеоновских войн Пруссия начала строить свой небольшой флот, предназначенный для обороны морских границ государства. Тем не менее, начавшаяся в 1848 году первая Шлезвигская война показала, что Пруссии и Германскому Союзу нужен мощный флот, дабы защитить свои торговые суда от противника.

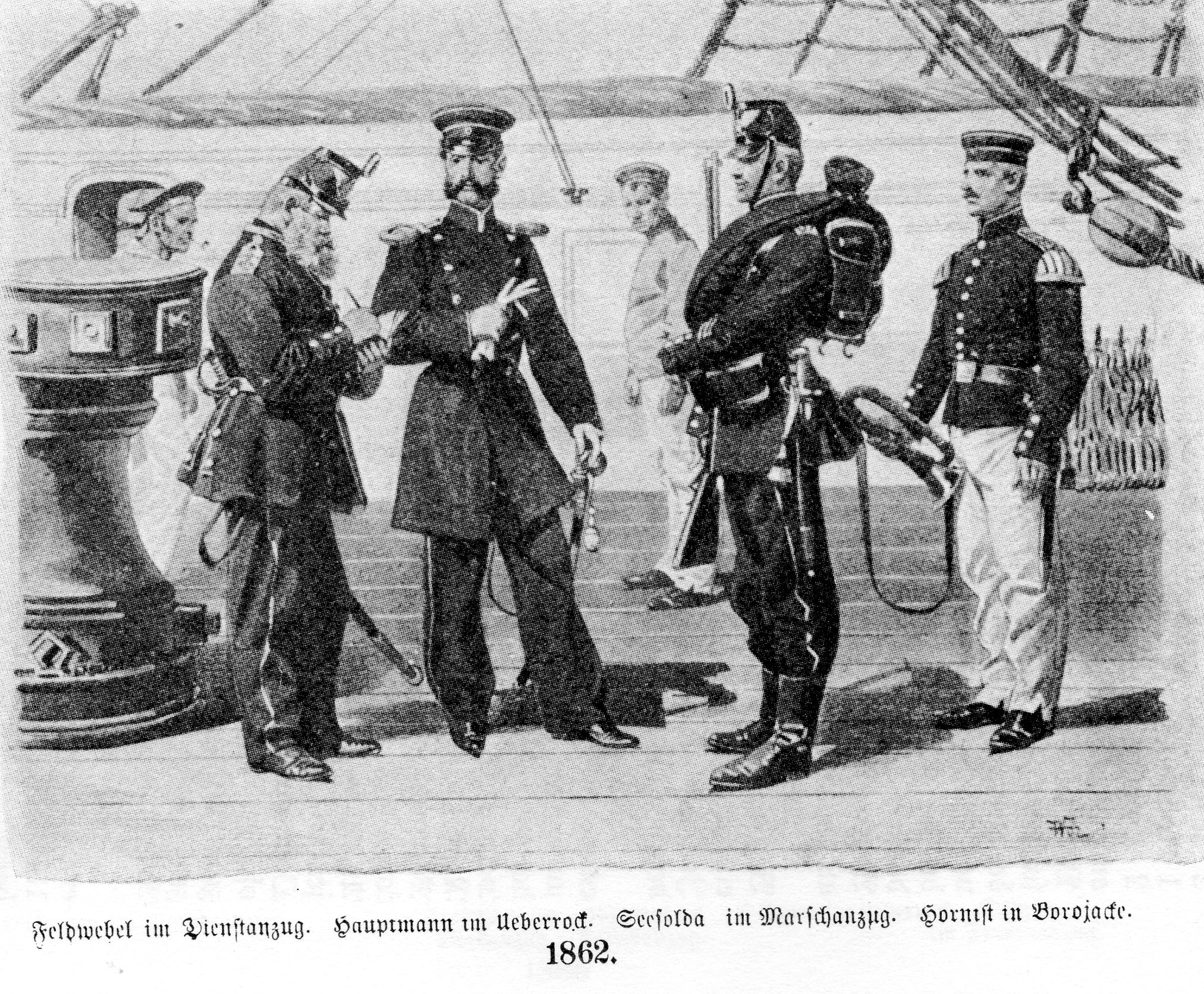
Preußische Marineinfanterie 1862.

В конце 1850-х годов прусский флот усилился благодаря стараниям принца Адальберта. После издания брошюры «Denkschrift über die Bildung einer deutschen Flotte» в 1849 году в Потсдаме он был назначен председателем комиссии морского министерства и принял деятельное участие в образовании немецкого флота. В 1849 году он стал командиром береговой эскадры и 30 марта 1854 года произведён в адмиралы; занялся лично составом службы персонала во вновь учреждённом прусском адмиралтействе и постройкой военной гавани в Ядебузене.
В ходе Второй Шлезвигской войны произошло два столкновения между флотами союзников и датским флотом. Первое столкновение, известное, как битва при Рюгене, произошло 17 марта 1864 года и окончилось тактической победой датчан, впрочем, ни одна сторона ни одного корабля не потопила. Второе столкновение произошло 9 мая у Гельголанда. В австро-прусской войне флот Пруссии не участвовал по причине удалённости морских баз противоборствующих сторон друг от друга. В 1867 году флот Пруссии был преобразован во флот Северогерманского Союза, а спустя 4 года — в Кайзерлихмарине — флот Германской империи.